# Myiotheretes pernix
Myiotheretes pernix е вид птица от семейство Tyrannidae. Видът е застрашен от изчезване.

## Разпространение
Видът е разпространен в Колумбия.